# Z imbirem
Z imbirem – piosenka szósta z kolei i trzeci singel promocyjny (czwarty singel po uwzględnieniu cyfrowego singla „Bumerang”) Korteza z debiutanckiego albumu Bumerang. To również szósty utwór z EP-ki Minialbum (w wersji długiej). Singel radiowy wydano 25 stycznia 2016. Piosenkę skomponował sam Kortez, a słowa napisał Piotr Szmidt, czyli raper Ten Typ Mes.

## Notowania
- Lista Przebojów Radia Merkury (Poznań): 1[3]
- Uwuemka (Olsztyn): 1[4]
- Lista przebojów Programu Trzeciego: 3[5]
- Lista Przebojów Polskiego Radia PiK (Bydgoszcz): 4[6]
- SLiP: 19[7]

## Wykonawcy
- Kortez – śpiew, gitara, programowanie
- Lesław Matecki – gitara
- Miłosz Pękala – przeszkadzajki
- Olek Świerkot – gitara, gitara basowa, programowanie
- Marcin Ułanowski – przeszkadzajki